# 有馬徳純
有馬 徳純（ありま のりずみ）は、越前国丸岡藩の第6代藩主。晴信系有馬家9代。

## 略歴
文化元年（1804年）5月1日、越後高田藩主榊原政敦の四男として生まれる。文政3年（1820年）3月21日、丸岡藩第5代藩主・有馬誉純の養子となる。前年、誉純は養子一純（実父島津重豪）を離縁していた。同年6月1日、将軍徳川家斉に御目見する。文政4年12月16日（1822年）、従五位下・左衛門佐に叙任する。文政13年（1830年）4月23日、誉純の隠居で跡を継いだ。
天保8年（1837年）9月22日に死去した。享年34。跡を養子温純が継いだ。

## 系譜
父母
- 榊原政敦（実父）
- 有馬誉純（養父）

正室
- 有馬稵子、修敬院 ー 有馬誉純の四女

側室
- 今川氏
- 柴田氏

子女
- 三浦朗次[注釈 1]
- 有馬鉄之助
- 娘

養子
- 有馬温純 ー 戸田純祐の長男